# Alluvione di Quartu del 5 ottobre 1889
L'alluvione di Quartu del 5 ottobre 1889, chiamata s'unda (la piena) dai quartesi, fu un evento disastroso che colpì il villaggio di Quartu Sant'Elena (al tempo chiamata Quarto Sant'Elena) e in modo più lieve il vicino villaggio di Quartuccio (Quartucciu), nei pressi di Cagliari.

## Gli eventi
All'alba del 5 ottobre iniziò l'alluvione, con forte vento e pioggia, a cui dopo si aggiunse grandine, i cui chicchi superavano i 500 grammi di peso.
I torrenti vicino al villaggio, che non erano abituati ad una tale portata d'acqua, strariparono facendo alzare l'acqua nelle strade a 60 centimetri.

## Conseguenze
Secondo il documento rilasciato dall'allora sindaco Stefano Fadda le case interamente crollate e/o inservibili furono 201, quelle crollate in parte ma abitabili furono 337, lasciando circa 2000 sfollati; questo perché erano fatte di mattoni di fango le cosiddette ladiri.
Insieme ai centinaia di feriti furono stimate 25 vittime, morte a causa dei crolli o per essere annegate, ad aggravare la situazione ci fu il vaiolo, di cui si ebbero 46 casi di cui 26 morti.
Ci fu anche un danno economico siccome si perse il 90% dei raccolti.
Alcune delle vittime dell'alluvione, con scritta a fianco l'età:
- Antonietta Secci, 18
- Filomena Scalas, 35
- Speranza Angioni, 28
- Salvator Angelo Olla, 3
- Raimonda Fois, 70
- Efisio Carta, 2
- Raimonda Floris, 70
- Giuseppa Angioni, 40
- Anna Maria Isola, 10 mesi

Nel periodo immediatamente successivo all'alluvione ci fu molta solidarietà tra gli abitanti, accogliendo gli sfollati nelle case abitabili e nelle chiese indistintamente dalla loro classe sociale.
A ricordare l'accaduto nel 1895 l'amministrazione comunale appose nella facciata della Basilica di Sant'Elena, una targa per commemorare le vittime.